# الأناركية في بلجيكا

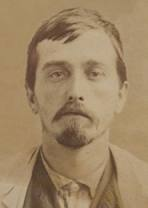
أميدي باولز، الاسم الحقيقي ديزيريه جوزيف باولز

انتشرت الأناركية في بلجيكا (بالانجليزية: Anarchism in Belgium) عندمت لجأ الكوميون إلى بروكسل مع سقوط كومونة باريس. انضم معظم الأعضاء البلجيكيين في جمعية الشغيلة العالمية الأولى إلى اتحاد جورا الأناركي بعد الانقسام الاشتراكي. نظم الأناركيون البلجيكيون انتفاضة والون عام 1886 والجماعة الشيوعية الليبرتارية إلى جانب العديد من الصحف في مطلع القرن العشرين. بصرف النظر عن المنشورات الجديدة، تبددت الحركة من خلال المناهضة العسكرية الداخلية في فترة ما بين الحربين العالميتين. ظهرت عدة مجموعات في منتصف القرن التي نادت بالعدالة الاجتماعية ومعاداة الفاشية.

## قبل عام 1880

### المنظمة الدولية المعادية للسلطوية
في سبتمبر عام 1872، أثناء انعقاد كونغرس لاهاي لجمعية الشغيلة العالمية الأولى، تحدث المندوبون البلجيكيون ضد استبعاد ميخائيل باكونين الذي اقترحه المجلس العام في لندن، والذي يهيمن عليه كارل ماركس. في هذا الصراع المؤسس للأناركية، انضموا إلى معسكر «معاداة السلطوية» ضد «السلطويين». مثل باكونين، رفض المندوبون البلجيكيون تحقيق أهدافهم من خلال غزو السلطة السياسية إذ كانوا يؤيدون الهيكل الفيدرالي للمنظمة الدولية، حيث احتفظت المجموعات المحلية بمستوى كبير من الحكم الذاتي. وفقًا لهم، سيتم التنظيم للثورة بسرعة لبناء مجتمع جديد من الصفر.
في مؤتمر سان إيمير في 15 سبتمبر من عام 1872، تفرّع عن هذا الانقسام إلى ما يُدعى «بمعاداة السلطوية» الدولي المعروف باسم اتحاد جورا. في هذا الصدد، تم إنشاء التيار الأناركي، الذي بدوره ادعى بعد ذلك أنه يسمى «لاسلطوية جماعية»، راغبًا في أن يكون مروجًا لنظام اقتصادي يدعي لإدارة العمال الذاتية خارج السلطة والمركزية والدولة، وذلك لطرح بشكل موضوعي فكرة «تدمير السلطة السياسية من خلال إضراب عام». انضمت غالبية الأعضاء البلجيكيين في جمعية الشغيلة العالمية الأولى إلى هذه المنظمة الدولية المعادية للسلطوية.
في منتصف سبعينيات القرن التاسع عشر، تألفت الاشتراكية البلجيكية من مجموعة من الجمعيات العمالية التي حرصت على الحفاظ على استقلالها الذاتي والابتعاد عن السياسة. كان الاتحاد المحلي لبلدية فيرفييتوا آنذاك مركز المنظمة الدولية المعادية للسلطوية في بلجيكا. تحدى الاتحاد المنظمات النقابية والعمل السياسي لمنح الامتياز للدعاية الثورية: يجب أن يكون إلغاء الدولة على رأس الأولويات. لكن الثورة المعلنة طال انتظارها وانتصرت الديمقراطية الاجتماعية، لا سيما تلك الموجودة في مدينتي غنت وبروكسل، بشكل تدريجي على المنهج الثوري المعادي للسياسة.

### «الرفيق»
قال جان ميترون إن مصطلح الرفيق («الزميل») الذي يشير به الأناركيين إلى أنفسهم قد استُخدم لأول مرة في بلجيكا. مناديًا باسم تيفينين، قال ميترون أمام محكمة الجنايات في إيسير: «عندما أراد الجمهوريون تسمية أنفسهم بشكل منفصل عن المَلَكيين أخذوا اسم المواطن؛ نحن الذين نحتقر حق المواطنة، بحثنا عن مصطلح الطبقة العاملة تمامًا واعتمدنا مصطلح الرفيق؛ وهذا يعني رفيقنا في الكفاح وفي البؤس وأحيانًا أيضًا يكون رفيق سلاسل السجن». إن هؤلاء الرفاق لا ينتمون إلى حزب، بل إلى مجموعات محلية بدون هياكل سياسية تعيش حياة مستقلة.

### الشخصيات
- فيكتور ديف، ولد في 25 فبراير من عام 1845 في جامبيس وتوفي في 31 أكتوبر من عام 1922 في باريس. كان صحفيًا ومؤرخًا اشتراكيًا تحرريًا وعضوًا في اتحاد بروكسل للرابطة الدولية للعمال. نشر العديد من السير الذاتية بما في ذلك سيرة فرناند بيلوتييه.
- وُلد يوجين هينز في سينت-يانس-مولينبيك عام 1839 وتوفي في بروكسل عام 1923. أستاذ تاريخ العصور الوسطى وكان مؤسس صحيفة لا بينسي وزعيم الفكر الحر البلجيكي والمؤسس المشارك لجمعية العمال الدولية.
- وُلد لوسيان هينوالت عام 1870 وتوفي في 18 يونيو من عام 1914. هو طبيب وشيوعي تحرري شارك في صحيفة سيركل أوف سوشاليست ستيودنتس قبل أن يؤسس لو ريفيل دي ترافاسلور في عام 1900. في عام 1901، نشر في مدينة لياج مقال بعنوان لو بارتي أوفرير إيه أناركي. بعد أن أصبح طبيبًا مركزيًا في مستشفى سان جيل في بروكسل، ابتعد عن العمل المتشدد لكنه ظل نشطًا كمفكر حر. في عام 1913، تقلّد منصب الرئيس لجمعية ليز أميه دي لورفيلينت راشيوناليست.[5][6][7]

## من عام 1880 حتى عام 1914

### انتفاضة والون عام 1886
حددت انتفاضة والون في 1886 سلسلة من إضرابات العمال التمردية التي بدأت في 18 مارس مع إحياء الذكرى السنوية الخامسة عشرة لكومونة باريس، التي نظمتها جماعة لياج الأناركية الثورية. وقعت اشتباكات عنيفة بين المتظاهرين والشرطة، وتم حشد الجيش وسحق الانتفاضة، ما تسبب في مقتل عشرات المتظاهرين.